# بخش پاولوگرادسکی
بخش پاولوگرادسکی (به لاتین: Pavlogradsky District) یک منطقهٔ مسکونی در روسیه است که در استان اومسک واقع شده‌است.